# آن ستيفنسون
آن ستيفنسون (بالإنجليزية: Anne Stevenson)‏ هي كاتِبة وشاعرة أمريكية، ولدت في 3 يناير 1933 في كامبريدج في المملكة المتحدة.

## وصلات خارجية
- آن ستيفنسون على موقع ميوزك برينز (الإنجليزية)